# Impactul islamului asupra istoriei
Impactul islamului asupra istoriei este un articol despre civilizația islamică și proprietățile ei.
Islamul a jucat un rol important în istoria dezvoltării umane,lăsând influențe solide și durabile asupra învățăturii,filisofiei,științei,literaturii,etc.

## Aria învățăturii și religiei
Islamul,care a declarat singularitatea puterii lui Allah,așezarea Sa deasupra nedreptății și imperfecțiunii,precum și independența omului în slăvirea lui Allah,înțelegerea dispozițiilor Lui,a fost un factor de seamă în luminarea minții umane. Extinderea cuceririlor islamice asupra națiunilor din apropiere a produs influențe ale noii religii,mai ales în ceea ce privește învățătura. Acest lucru s-a produs în secolul al VII-lea d.Ch.,când au apărut în vest și oameni care au refuzat venerarea chipurilor,ori care au cerut independența în ceea ce privește interpretarea Cărților Sfinte,departe de puterea reprezentanților religiei și de controlul lor.
În mișcările reformiste,numeroși cercetători au fost influențați de opiniile filosofilor arabi și ale savanților musulmani cu privire la religie,învățătură și revelație.

## Aria filosofiei și științelor
Europa s-a trezit ascultând vocea filosofilor și a savanților arabi care predau științe precum medicina,matematica,geografia,astronomia,chimia în moscheile din orașele prestigioase ale Spaniei. Europenii au început să traducă din arabă în limba latină lucrarile savanților arabi,acestea începând să fie studiate în universitățile occidentale.
Qanun fi At-Tibb - Canonul medicinii de Ibn Sina (Avicenna) a fost tradusă în secolul al XII-lea,iar in secolul al XIII-lea a fost tradusă Al-Hawi - Cartea cuprinzătoare a lui Ar-Razi, fiind mult mai complex decăt Canonul medicinii. Până în secolul al XVI-lea,aceste lucrări au reprezentat principala sursă pentru studierea medicinii în universitățile europene.
Occidentul a făcut cunoștință cu filisofia greacă,datorită lucrarilor și traducerilor arabe. Conform declarațiilor unor occidentali obiectivi,în Evul Mediu arabii au fost proferorii Europei timp de șase secole.

## Aria limbii și literaturii
Printre protagoniștii literaturii europene din secolul al XIV-lea și începutul secolului al XV-lea,sunt unii care nu ezită să recunoască influența literaturii arabe asupra primei lor literaturi. Avem ca exemplu în anul 1349 Decameronul compus de Boccaccio,după modelul culegerii O mie și una de nopți. De asemenea tot de aici s-a inspirat și Shakespeare în alegerea motivului din piesa de teatru Totul este bine când se termină cu bine.
Ciclul de povești O mie și una de nopți a început să fie tradus din secolul al XII-lea și a cunoscut până în momentul de față,peste 3000 de ediții în toate limbile europene.

## Aria legislației
În vreme ce Europa nu dispunea de un sistem juridic bine stabilit și nici de o legislație echilibrată,normele de drept canonic musulman erau destul de bine conturate. În perioada șederii lui Napoleon în Egipt au fost traduse în limba franceză cele mai renumite lucrari de drept canonic după doctrina malikită.

## Vezi și
- Islam
- Școli juridice în islam
- Medicina islamică
- Listă de oameni de știință arabi